# 伊藤友希
伊藤 友希（いとう ゆき、1981年5月13日 - ）は、日本のレースクイーン、グラビアアイドル。2007年結婚、引退。現在、Calgel ネイリストとして活躍中。

## 人物・来歴
- 静岡県出身。静岡でスカウトされデビュー。
  - ジャパン・アーチスト・オフィスでマンツーマンのボーカルレッスンを受ける。
- * プロデュースワン、ジュネス企画、HMRと業務提携
- 特技：ゴルフ、ネイルアート
- 趣味：スポーツ観戦、料理、旅行
- 資格：ワイン&チーズコーディーネーター

- :黒崎えり子ネイルビューティカレッジ卒業　日本ネイリスト協会認定ネイリスト
- :Calgel カルジェルライセンス取得　MOGA・BROOK モガブルック認定

## 出演

### テレビ
- 釣り・ロマンを求めて（テレビ東京系）
- タレコミ（テレビ東京系）
- らぶドキュ（テレビ東京）
- ESPN スーパー耐久レース（スカイパーフェクTV!） - レポーター
- あ〜勘違いゴルフ （東京メトロポリタンテレビジョン）

### 映画
- プチ美人の悲劇 真希役

### CM
- クリスタルティアーズ水素水 富山
- バッチフラワー・レメディ

### レースクイーン
- 2001年 - JGTC「RS OGAWA」レースクイーン
- 2002年 - スーパー耐久イメージガール「スーパーガールズ2002“moro☆star”」
- 2003年 - JGTC「Project μ」レースクイーン
- 2004年 - スーパー耐久「PROVA FUJITSUBO IMPREZZA」レースクイーン
- 2005年 - 「オートギャラリー東京」MC
- 2005年 - SUPER GT
- 2005年 - AUTOBACS SUPER GT 「JIM GAINERフェラーリ レースクイーン」
- 2006年 - F1マイルドセブン・ルノー イメージガール、SUPER GT ECLIPSE ADVAN スープラ「ECLIPSE Lady」